# Morancé
Morancé ist eine französische Gemeinde mit 2.267 Einwohnern (Stand: 1. Januar 2022) im Département Rhône in der Region Auvergne-Rhône-Alpes. Sie gehört zum Arrondissement Villefranche-sur-Saône und ist Teil des Kantons Anse. Die Einwohner werden Morancéens genannt.

## Geographie
Morancé liegt etwa 20 Kilometer nordwestlich von Lyon im Weinbaugebiet Bourgogne im Tal des Azergues, der die Gemeinde im Osten begrenzt. Umgeben wird Morancé von den Nachbargemeinden Lucenay im Norden, Les Chères im Osten, Chazay-d’Azergues im Süden, Saint-Jean-des-Vignes im Süden und Südwesten, Charnay im Westen sowie Marcy im Nordwesten.

## Bevölkerungsentwicklung
| Jahr                       | 1962 | 1968 | 1975 | 1982 | 1990 | 1999 | 2006 |
| Einwohner                  | 650  | 690  | 882  | 1365 | 1387 | 1687 | 1991 |
| Quellen: Cassini und INSEE |      |      |      |      |      |      |      |

## Sehenswürdigkeiten
- Kirche Notre-Dame aus dem 12. Jahrhundert, Monument historique seit 1926
- Donjon von Beaulieu, Reste aus dem 19. Jahrhundert
- Wehrhäuser von Izérable (früheres Siechenhaus) und Le Pin aus dem 13. Jahrhundert (letzteres Monument historique)

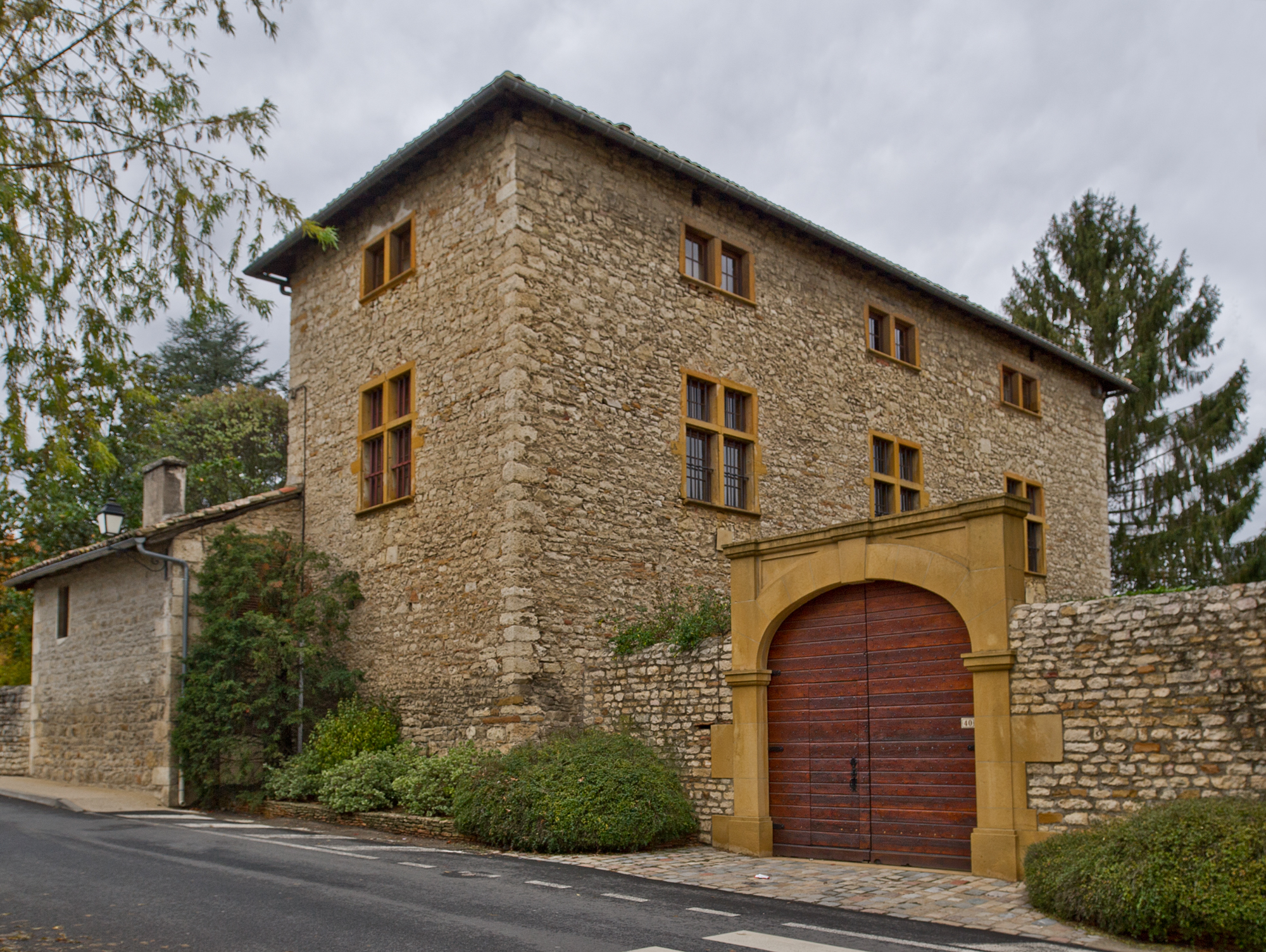
Herrenhaus
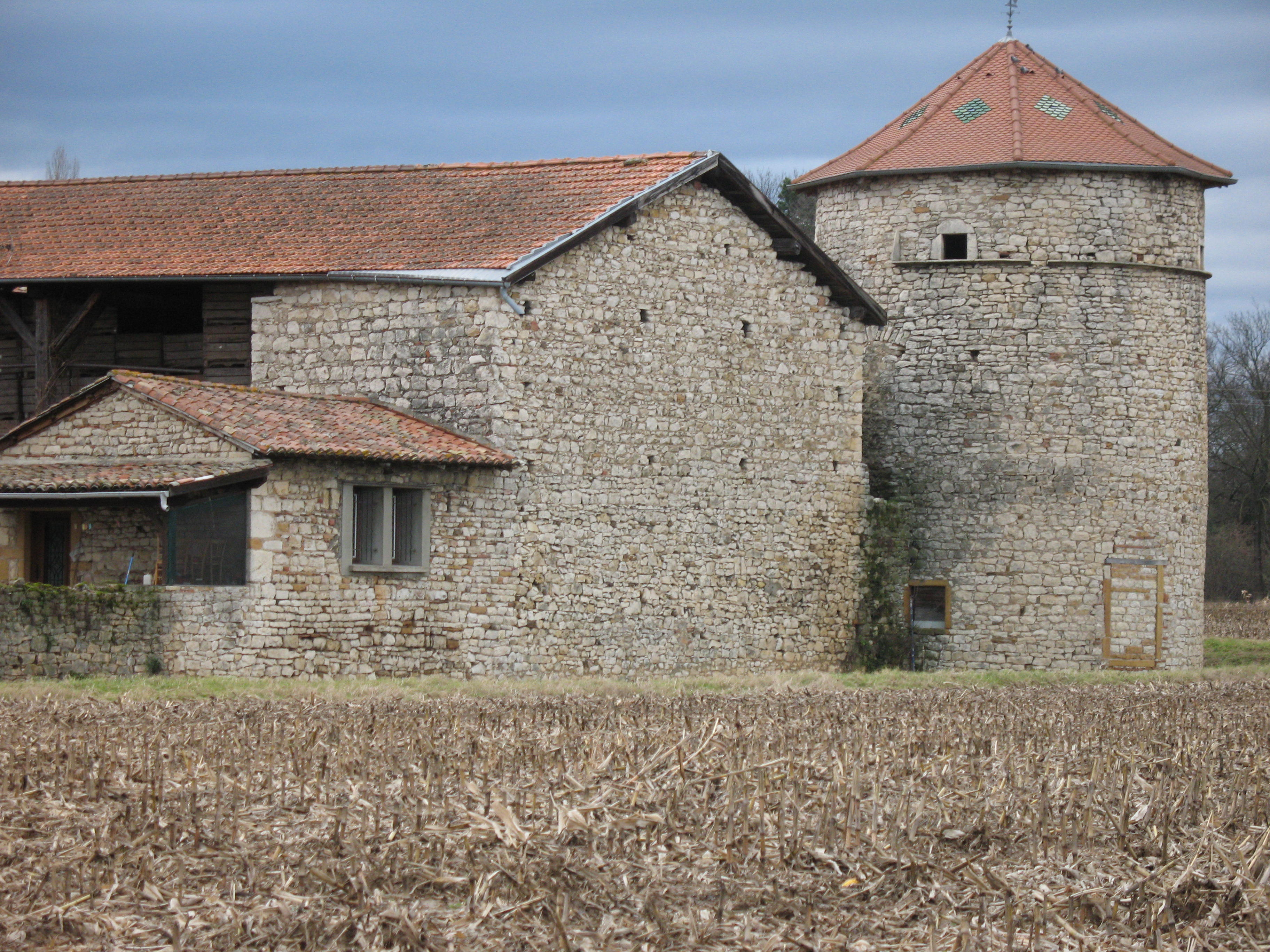
Wehrhaus in L’Izérable
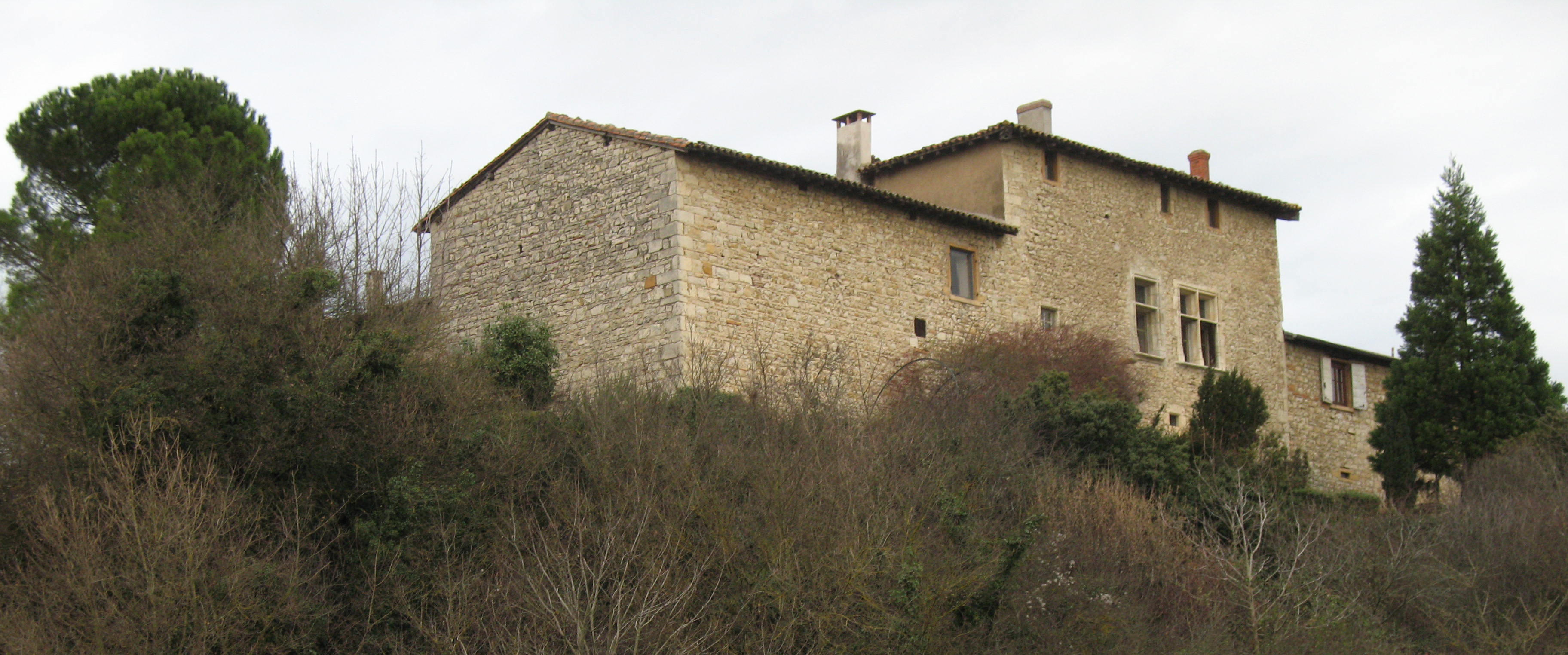
Wehrhaus in Le Pin